# Latalus sayii
Latalus sayii är en insektsart som beskrevs av Fitch 1851. Latalus sayii ingår i släktet Latalus och familjen dvärgstritar. Inga underarter finns listade i Catalogue of Life.